# Parlamentswahl in Finnland 1954
- SKDL: 43
- SDP: 54
- RKP: 13
- KP: 13
- ML: 53
- KOK: 24

Die Parlamentswahl in Finnland 1954 fand am 7. und 8. März 1954 statt. Es war die Wahl zum 21. finnischen Parlament.
Die Wahl wurde vorgezogen, nachdem das Kabinett Kekkonen IV am 17. November 1953 zurücktrat und Sakari Tuomioja geschäftsführend die Regierung übernahm.
Die Wahlen selbst ergaben keine großen Veränderungen gegenüber den Wahlen von 1951.

## Ausgangslage
Nach den letzten Wahlen 1951 bildete Urho Kekkonen vom Landbund eine Regierung aus Landbund, Sozialdemokraten und Schwedischer Volkspartei. Die Regierung hatte mit Haushaltsproblemen zu kämpfen, die schließlich zum Austritt der Sozialdemokraten aus dem Kabinett führten (Juli 1953). Kekkonens folgende Regierung aus Landbund und Schwedischer Volkspartei war nicht mehrheitsfähig. Im November 1953 übergab Präsident Juho Kusti Paasikivi die Regierungsaufgaben an Sakari Tuomioja von der Liberalen Liga, welche selbst über keine Sitze im Parlament verfügte. Tuomioja gelang es, den Haushalt zu stabilisieren und auch den sowjetischen Einfluss unter Kontrolle zu halten.

## Teilnehmende Parteien
Es traten 8 verschiedene Parteien zur Wahl an.
Folgende Parteien waren bereits im Parlament vertreten:
| Partei | Partei | Ausrichtung        | Spitzenkandidat   |
| ------ | --- | ------------------ | ----------------- |
|        | Sozialdemokratische Partei Finnlands Suomen Sosialidemokraattinen Puolue (SDP) Finlands Socialdemokratiska Parti                     | sozialdemokratisch | Emil Skog         |
|        | Landbund Maalaisliitto (ML) Agrarförbundet                                                                                           | sozialliberal      | Vieno Sukselainen |
|        | Demokratische Union des Finnischen Volkes Suomen Kansan Demokraattinen Liitto (SKDL) Demokratiska Förbundet för Finlands Folk (DFFF) | sozialistisch      | Kusti Kulo        |
|        | Nationale Sammlungspartei Kansallinen Kokoomus (KOK) Samlingspartiet                                                                 | konservativ        | Arvo Salminen     |
|        | Schwedische Volkspartei Ruotsalainen Kansanpuolue (RKP) Svenska Folkpartiet (SFP)                                                    | liberal            | Ralf Törngren     |
|        | Volkspartei Finnlands Suomen Kansanpuolue (KP) Finska Folkpartiet (FFP)                                                              | liberal            | Eino Saari        |

## Wahlergebnis
Die Wahlbeteiligung lag bei 79,9 Prozent und damit 5,3 Prozentpunkte über der Wahlbeteiligung bei der letzten Parlamentswahl 1951.
| Partei                      | Partei                                           | Stimmen   | Stimmen | Stimmen | Sitze  | Sitze |
| Partei                      | Partei                                           | Anzahl    | %       | +/−     | Anzahl | +/−   |
| --------------------------- | ------------------------------------------------ | --------- | ------- | ------- | ------ | ----- |
|                             | Sozialdemokratische Partei Finnlands (SDP)       | 527.094   | 26,25   | −0,27   | 54     | +1    |
|                             | Landbund (ML)                                    | 483.958   | 24,10   | +0,84   | 53     | +2    |
|                             | Demokratische Union des Finnischen Volkes (SKDL) | 433.251   | 21,57   | −0,01   | 43     | —     |
|                             | Nationale Sammlungspartei (KOK)                  | 257.025   | 12,80   | −1,77   | 24     | −4    |
|                             | Volkspartei Finnlands (KP)                       | 158.323   | 7,88    | +2,20   | 13     | +3    |
|                             | Schwedische Volkspartei (RKP)                    | 135.768   | 6,76    | −0,44   | 12     | −2    |
|                             | Liberaler Bund (VL)                              | 6.810     | 0,34    | +0,07   | —      | —     |
|                             | Åländsk Samling*                                 | 4.651     | 0,23    | −0,08   | 1      | —     |
|                             | Kleinbauernpartei                                | 1.040     | 0,05    | −0,22   | —      | —     |
|                             | Sonstige                                         | 337       | 0,02    | —       | —      | —     |
| Gesamt                      | Gesamt                                           | 2.008.257 | 100,00  |         | 200    |       |
| Gültige Stimmen             | Gültige Stimmen                                  | 2.008.257 | 99,47   |         |        |       |
| Ungültige Stimmen           | Ungültige Stimmen                                | 10.785    | 0,53    |         |        |       |
| Wahlbeteiligung             | Wahlbeteiligung                                  | 2.019.042 | 79,90   |         |        |       |
| Wahlberechtigte             | Wahlberechtigte                                  | 2.526.969 | 100,00  |         |        |       |
| Quelle:                     |                                                  |           |         |         |        |       |
| Anmerkungen: * Åland-Mandat |                                                  |           |         |         |        |       |

## Nach der Wahl

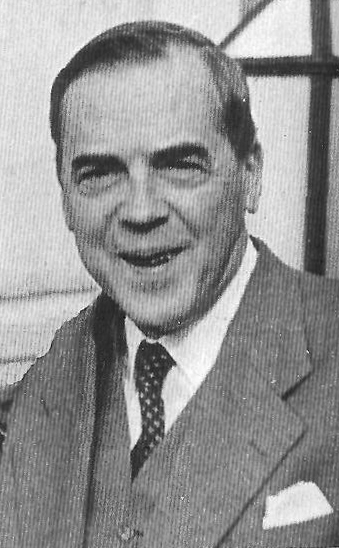
Ralf Törngren

Nach wie vor weigerten sich die Sozialdemokraten zusammen mit Urho Kekkonen und seinem Landbund zu arbeiten. In den Koalitionsverhandlungen einigte man sich dann doch auf eine Regierung, jedoch unter der Führung von Ralf Törngren von der Schwedischen Volkspartei. Nach nicht einmal einem halben Jahr einigten sich Sozialdemokraten und Landbund schließlich doch zu einer gemeinsamen Regierung ohne die Schwedische Volkspartei. Zuvor hatte sich Kekkonen kompromissbereiter als bislang gezeigt. Das Kabinett Kekkonen V blieb bis zum 3. März 1956 an der Regierung, da am 15. Februar 1956 Kekkonen zum Präsidenten gewählt wurde. Sein Nachfolger als Ministerpräsident wurde Karl-August Fagerholm von der Sozialdemokratischen Partei (SDP), der wieder eine Regierung aus Sozialdemokraten, Landbund und Schwedischer Volkspartei bildete. Im Verlauf dieser Regierung kam es zu einer Spaltung in der SDP. Im Mai 1957 wurde Vieno Sukselainen vom Landbund neuer Ministerpräsident. Er musste sich auf einer aus Landbund, Schwedischer Volkspartei, der Volkspartei Finnlands und Teilen der Sozialdemokratischen Partei gebildeten Minderheitsregierung stützen. Die Koalition zerbrach noch im selben Jahr. Kekkonen setzt danach mit Rainer von Fieandt einen geschäftsführenden Ministerpräsidenten ein. Im April 1958 wurde von Fieandt von Reino Kuuskoski abgelöst, nach dem von Fienadt zuvor im Parlament eine Abstimmungsniederlage über die Erhöhung der Brotpreise erlitten hatte. Am 6. und 7. Juli 1958 fanden Neuwahlen statt und am 29. August 1958 wurde das Kabinett Kuuskoski vom Kabinett Fagerholm III abgelöst.
Übersicht der Kabinette :
1. Kabinett Törngren – Ralf Törngren (Schwed. Volkspartei) – Regierung: Sozialdemokraten, Landbund, Schwedische Volkspartei (5. Mai 1954 bis 20. Oktober 1954)
2. Kabinett Kekkonen V – Urho Kekkonen (Landbund) – Regierung: Sozialdemokraten, Landbund (20. Oktober 1954 bis 3. März 1956)
3. Kabinett Fagerholm II – Karl-August Fagerholm (Sozialdemokraten) – Regierung: Sozialdemokraten, Landbund, Schwedische Volkspartei (3. März 1956 bis 27. Mai 1957)
4. Kabinett Sukselainen I – Vieno Sukselainen (Landbund) – Regierung: Landbund, Schwedische Volkspartei, Volkspartei Finnlands, SDP-Abspaltung (27. Mai 1957 bis 29. November 1957)
5. Kabinett von Fieandt – Rainer von Fieandt (parteilos) – Übergangsregierung (29. November 1957 bis 26. April 1958)
6. Kabinett Kuuskoski – Reino Kuuskoski (parteilos) – Übergangsregierung (26. April 1958 bis 29. August 1958)